# Mikael Ugland
Mikael Ugland, né le 24 janvier 2000 à Kristiansand en Norvège, est un footballeur norvégien qui joue au poste de milieu central au FK Jerv.

## Biographie

### En club
Né à Kristiansand en Norvège, Mikael Ugland commence le football à l'IK Våg (en) avant d'être formé par l'IK Start. Il joue son premier match en professionnel avec ce club, le 26 avril 2017, lors d'une rencontre de coupe de Norvège contre le Randesund IL. Il entre en jeu à la place de Guðmundur Kristjánsson et son équipe s'impose par cinq buts à un.
En septembre 2019, Ugland prolonge son contrat avec l'IK Start, il est alors lié au club jusqu'en décembre 2021.
Le 2 février 2022, il en s'engage avec le FK Jerv. Il joue son premier match sous ses nouvelles couleurs le 9 avril 2022, lors d'une rencontre de première division norvégienne face au Lillestrøm SK. Il entre en jeu à la place de Willis Furtado (en) et son équipe s'incline par quatre buts à zéro.

### En sélection
Mikael Ugland commence sa carrière internationale  avec l'équipe de Norvège des moins de 15 ans. Avec cette équipe il joue quatre matchs, tous en 2015.
Mikael Ugland est retenu avec l'équipe de Norvège des moins de 19 ans pour participer au championnat d'Europe des moins de 19 ans en 2019. Lors de cette compétition organisée en Arménie il joue trois matchs, dont un comme titulaire. Avec un total de une défaite et deux matchs nuls, la Norvège ne parvient toutefois pas à sortir de la phase de groupe.